# Naoši Nakamura
Naoši Nakamura (japonsko 中村 直志), japonski nogometaš, * 27. januar 1979.
Za japonsko reprezentanco je odigral eno uradno tekmo.